# Соланья
Соланья (итал. Solagna) — коммуна в Италии, располагается в провинции Виченца области Венеция.
Население составляет 1842 человека, плотность населения составляет 122 чел./км². Занимает площадь 15 км². Почтовый индекс — 36020. Телефонный код — 0424.
Покровительницей коммуны почитается святая Иустина Падуанская, празднование 30 сентября.

## Города-побратимы
- Кодоньо, Италия